# 茨維托瓦 (布恰奇區)

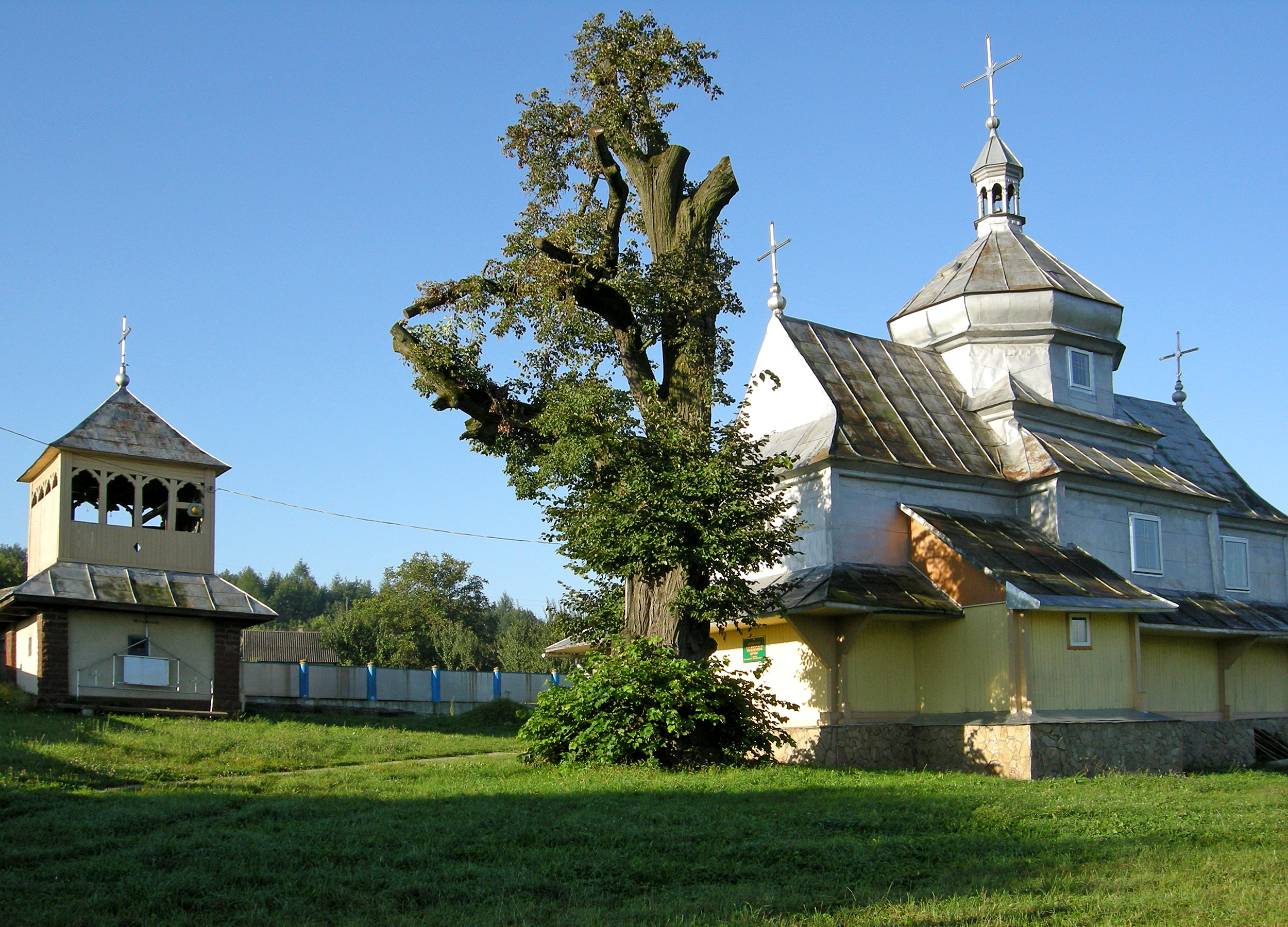

茨維托瓦（烏克蘭語：Цвітова）是位於烏克蘭西部特諾皮爾州裏喬爾特基夫區的村莊，處於維利霍韋齊河畔，距離特里布希夫齊和里平齊0.5公里，面積0.81平方公里，2001年人口624。
49°1′40″N 25°27′21″E / 49.02778°N 25.45583°E